# PureOS
PureOS는 리눅스 배포판으로, GNOME 환경을 사용하며 보안과 개인정보 보호에 중점을 두고 있다. Purism의 Librem 노트북과 Librem 5 스마트폰에서 사용하기 위한 목적으로 Purism에서 관리한다.
PureOS는 무료/자유 소프트웨어만을 사용하여 디자인되었으며 자유 소프트웨어 재단의 무료 리눅스 배포판 목록에 포함되어 있다.
PureOS는 데비안 기반 리눅스 배포판으로, 데비안의 "testing" 아카이브의 오픈소스 패키지를 포인트 릴리즈와 롤링 릴리즈 모델로 사용한다. 또 PureOS의 기본 웹 브라우저는 PureBrowser로, GNOME 웹을 개인정보 보호에 집중하여 변형한 것이다. 기본 검색엔진은 덕덕고이다.

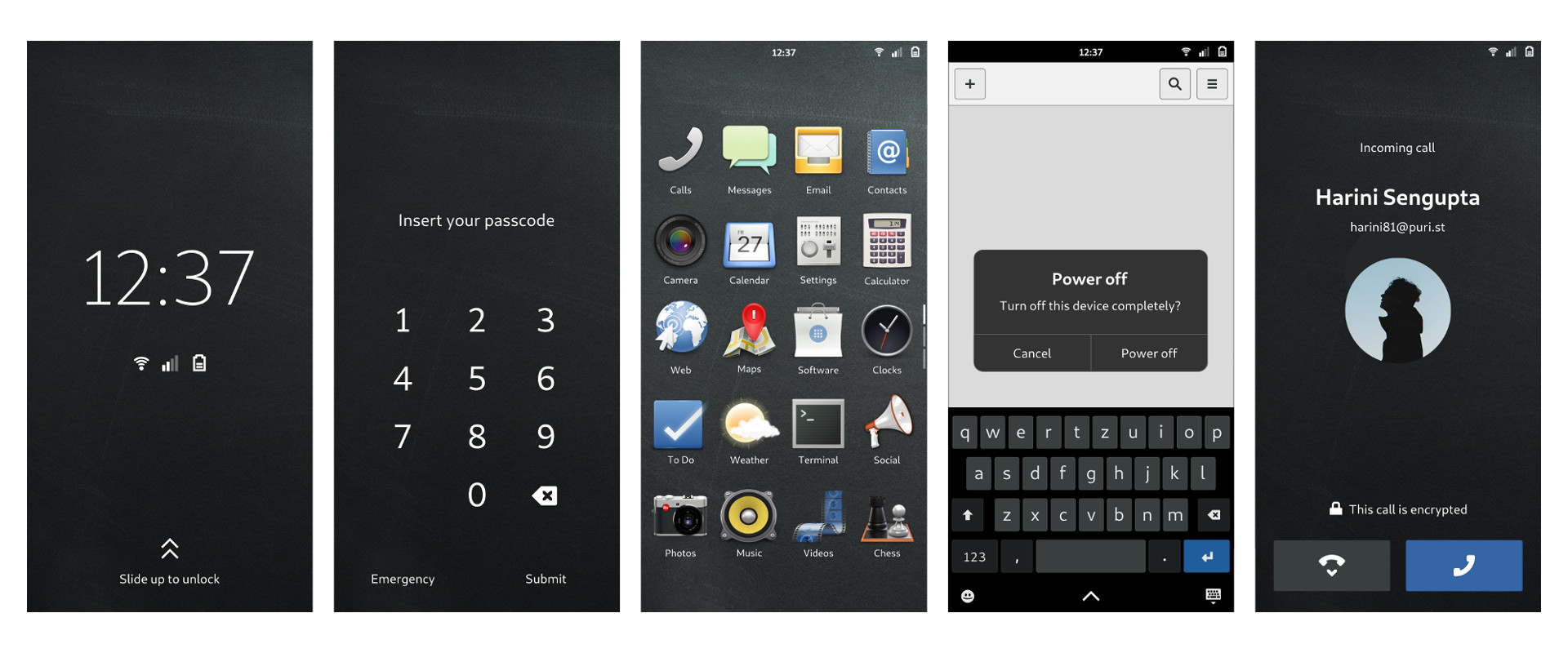
Purism과 GNOME에 의해 개발된 PureOS, Phosh, GNOME 모바일 쉘 모바일 인터페이스 (2018-05)

## 같이 보기
- Purism (회사)